# Conchapelopia dartofi
Conchapelopia dartofi är en tvåvingeart som beskrevs av Murray 1976. Conchapelopia dartofi ingår i släktet Conchapelopia och familjen fjädermyggor.
Artens utbredningsområde är Nepal. Inga underarter finns listade i Catalogue of Life.